# ГЕС Венаус
ГЕС Венаус (італ. Centrale idroelettrica di Venaus) — гідроелектростанція на північному заході Італії, біля кордону з Францією. Споруди ГЕС розташовані у сточищі річки Сеніз (фр. La Cenise, італ. Cenischia), яка відділяє Грайські Альпи від Котських та є лівою притокою Дора-Ріпарія (через По належить до басейну Адріатичного моря).
В 1960-х роках для накопичення ресурсу на французькій території у верхів'ї La Cenise спорудили кам'яно-накидну греблю висотою 120 метрів, довжиною 1400 метрів та товщиною від 12 до 460 метрів, яка потребувала 14,7 млн м3 матеріалу. Це дозволило утворити водойму Lac-du-Mont-Cenis із площею поверхні 6,6 км2 та об'ємом 333 млн м3. До неї надходить ресурс не лише з території Франції, але й з південного сходу, де в Італії створено п'ять водозаборів на лівобережжі Сеніз (згадані вище Грайські Альпи), що надає цій країні права на шосту частину накопиченого у сховищі ресурсу.
Як наслідок, вода з Lac-du-Mont-Cenis подається не лише на французьку ГЕС Віллароден, але й на італійську Венаус. До останньої веде головний дериваційний тунель довжиною 7,9 км, що прямує по правій стороні долини Сеніз (тобто вже через Котські Альпи) та отримує додатковий ресурс зі ще кількох потоків — Rio Bar, Rio Berta, Rio Clanero, а також із Clarea (інша притока Дора-Ріпарія). Для використання води з рівня дещо нижчого від траси головного тунелю, вона спочатку накопичується у сховищі S.Nicolao (висота 1719 метрів НРМ), від якого у нічний час подається до насосної станції Plan Suffi (потужність 2х5,6 МВт) на рівні 1650 метрів НРМ, котра забезпечує її подальший підйом на 250 метрів. Головний тунель виходить до початку напірного водоводу на висоті 1858 метрів НРМ, забезпечуючи роботу з напором у 1304 метри.
Машинний зал ГЕС Венаус споруджений у підземному виконанні та має розміри 50х25 метрів при висоті 23 метри. Він обладнаний двома турбінами типу Пелтон потужністю по 122 МВт. Відпрацьована вода відводиться у нижній балансуючий резервуар на правому березі Сеніз, який складається зі старої та нової водойм об'ємом 40 та 160 тис. м3 відповідно.
Видача продукції відбувається по ЛЕП, що працюють під напругою 380 кВ.